# قلعه لیختن‌اشتاین

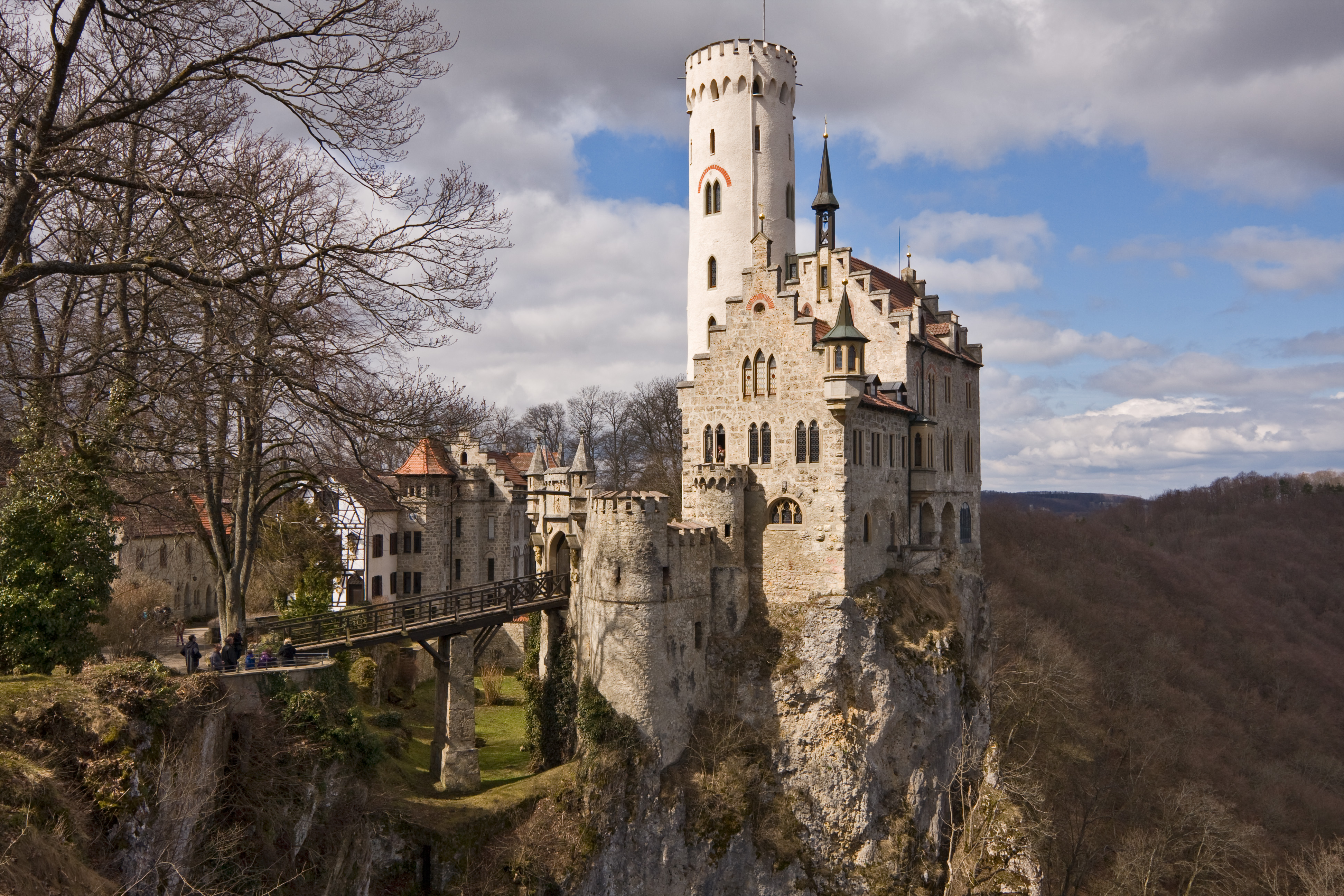
کاخ لیختن اشتاین

قلعه لیختن اشتاین (به آلمانی: Schloss Lichtenstein) واقع در جنوب کشورآلمان واقع بر صخره هنو در رشته کوه سوَبیان آلپ است.
این قلعه پس از ساخته شدنش در سال ۱۲۰۰ در جنگ با شهر روتلینین ۲ بار ویران شده (۱۳۱۱ و ۱۳۸۱) که بار دوم به صورت ویرانه‌ای تا سال ۱۸۰۲ باقی می‌ماند تا در این سال فردریک یکم شاه منطقه بادن-وورتمبرگ یک شکارگاه در آنجا ساخت. در سال ۱۸۴۲ به‌طور کلی از نو به سبک قلعه‌های قرن ۱۱–۱۳ باز سازی شد.

## نگارخانه

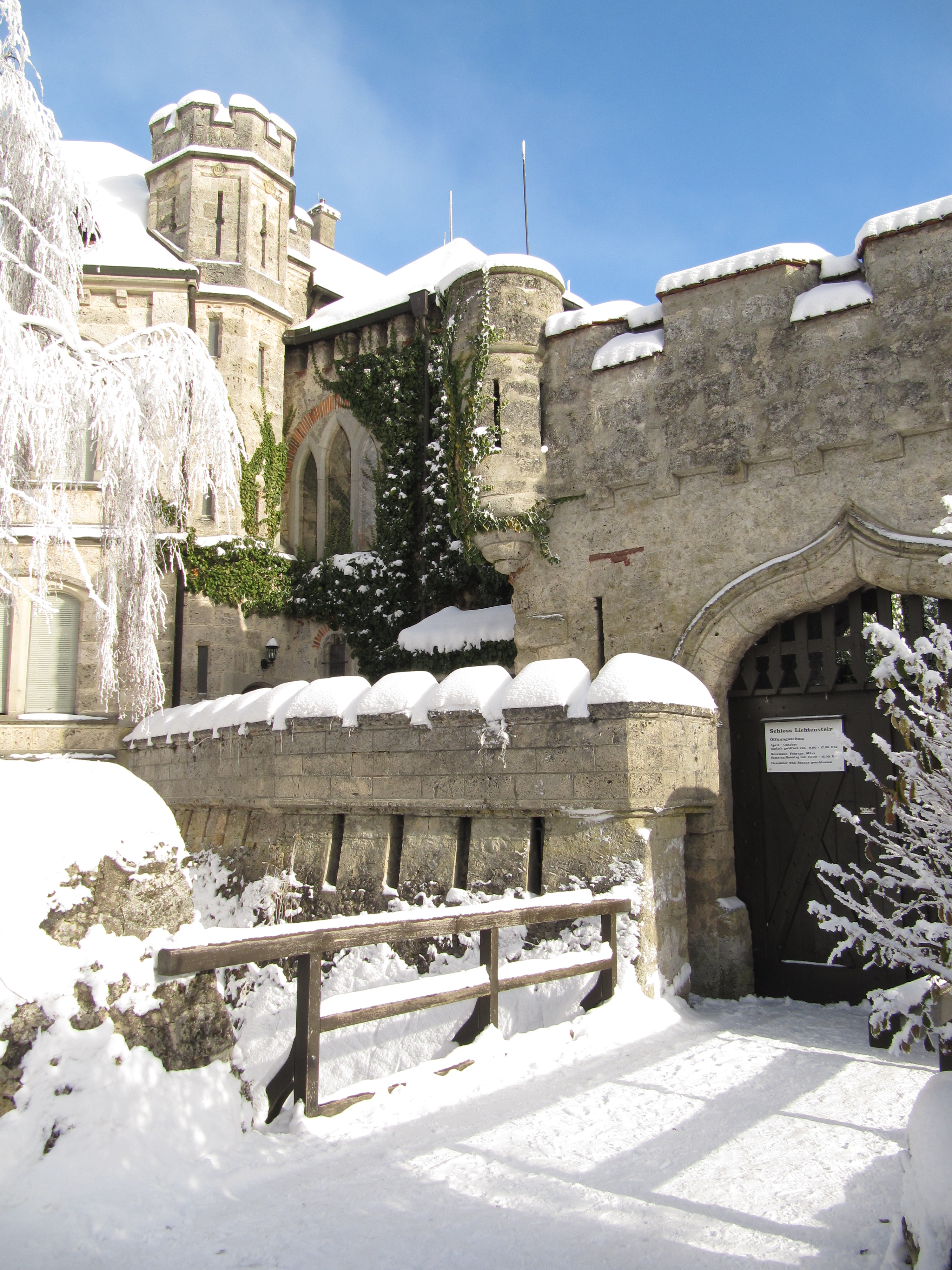
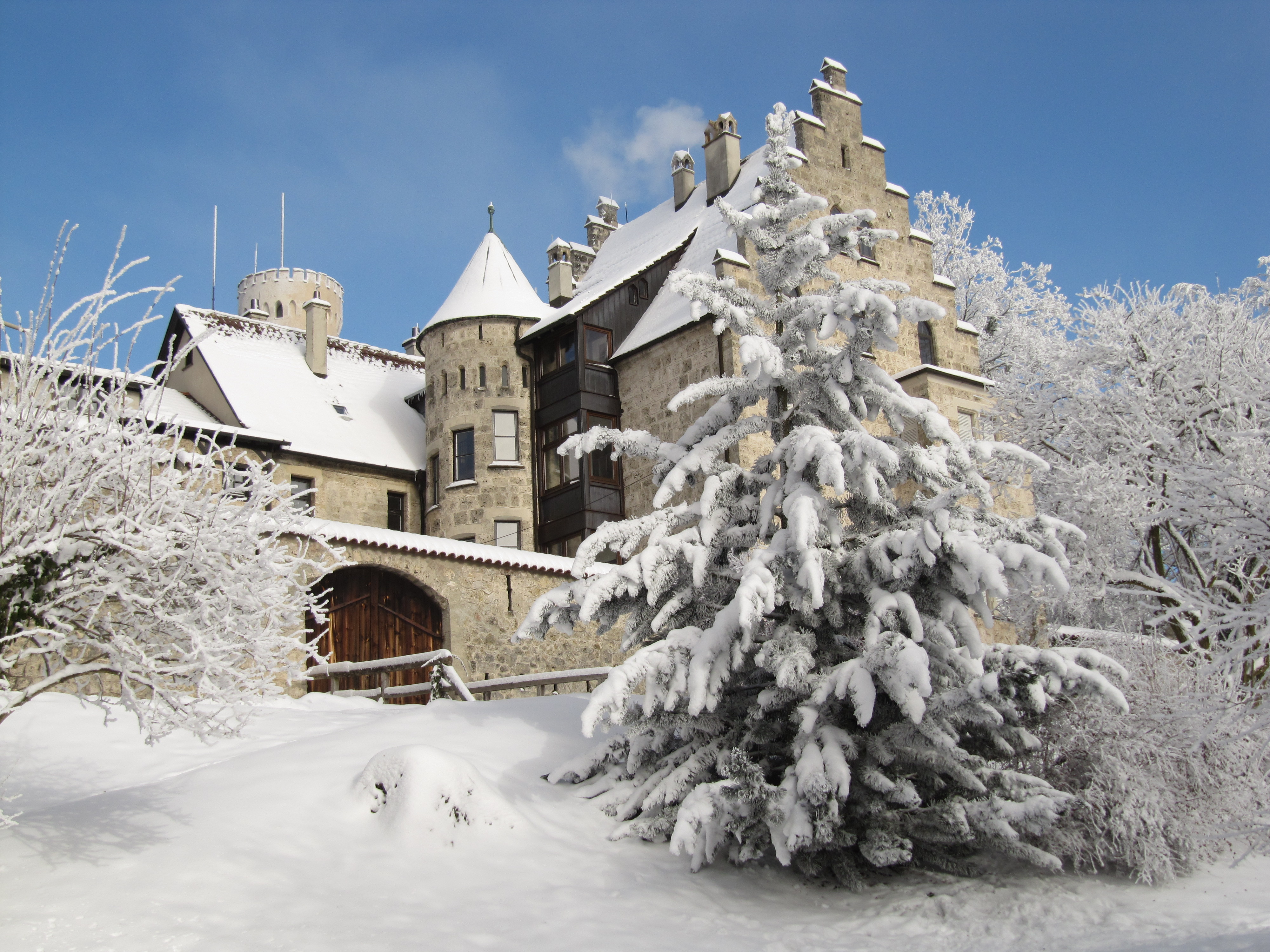
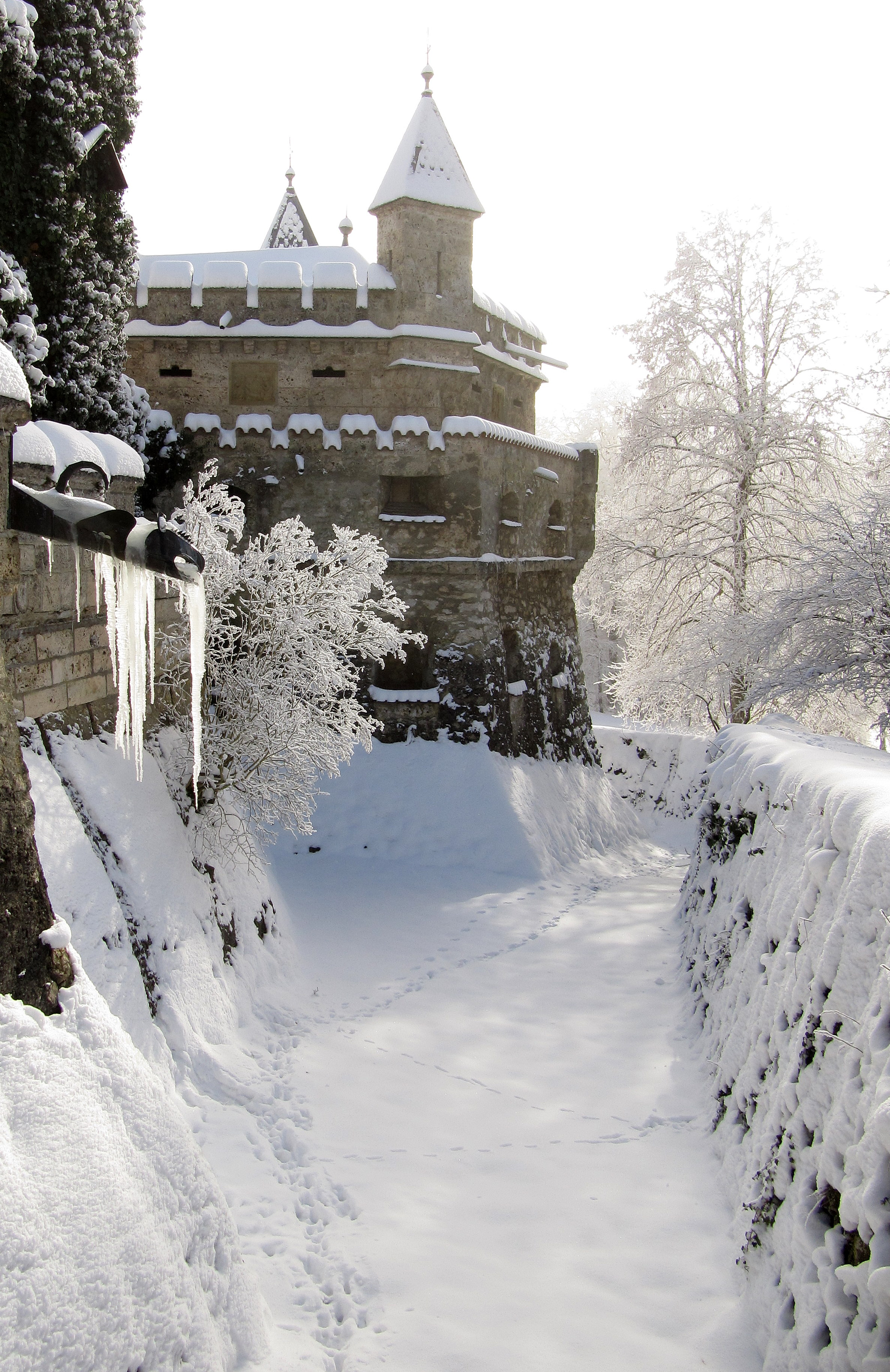
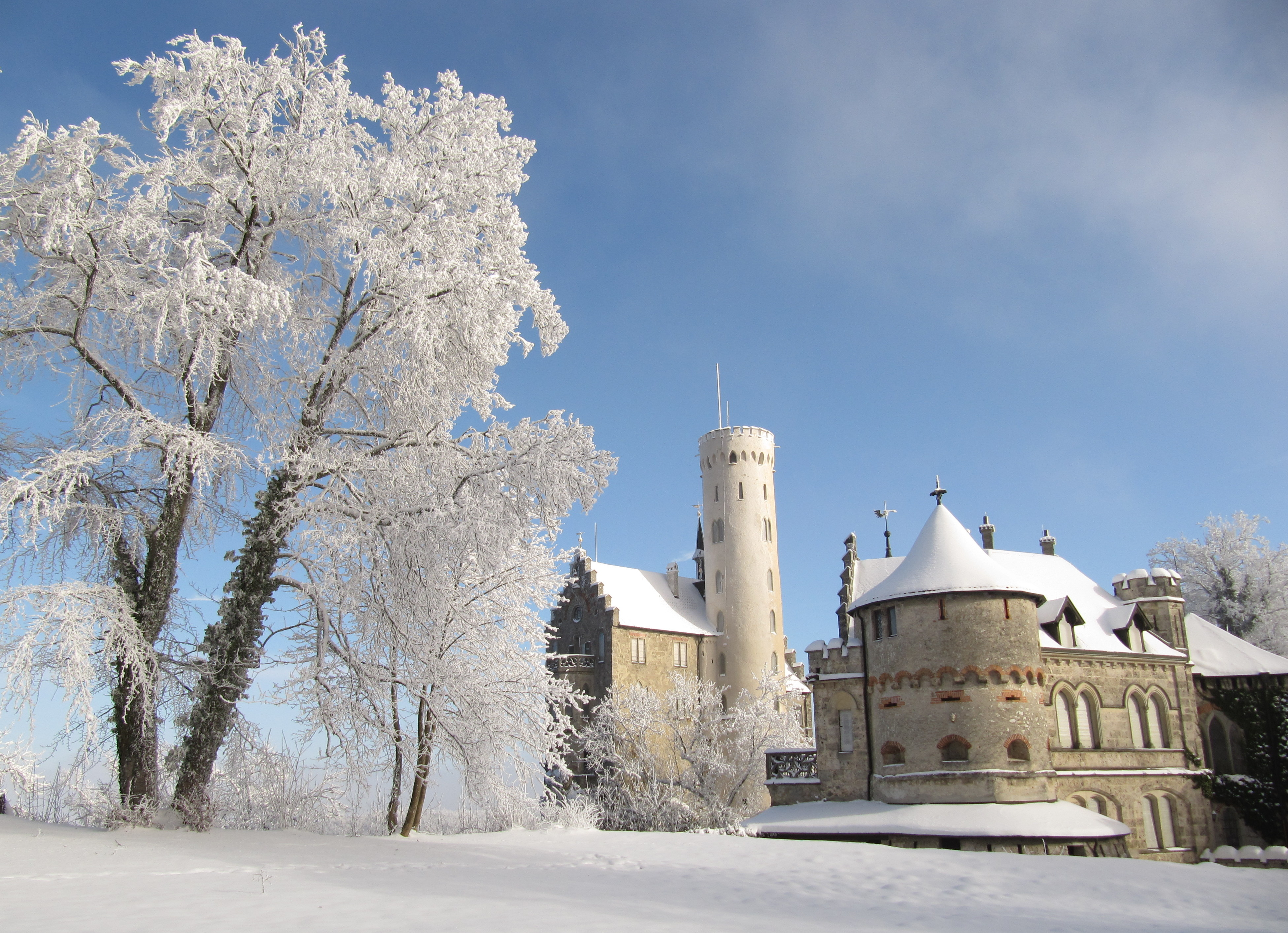
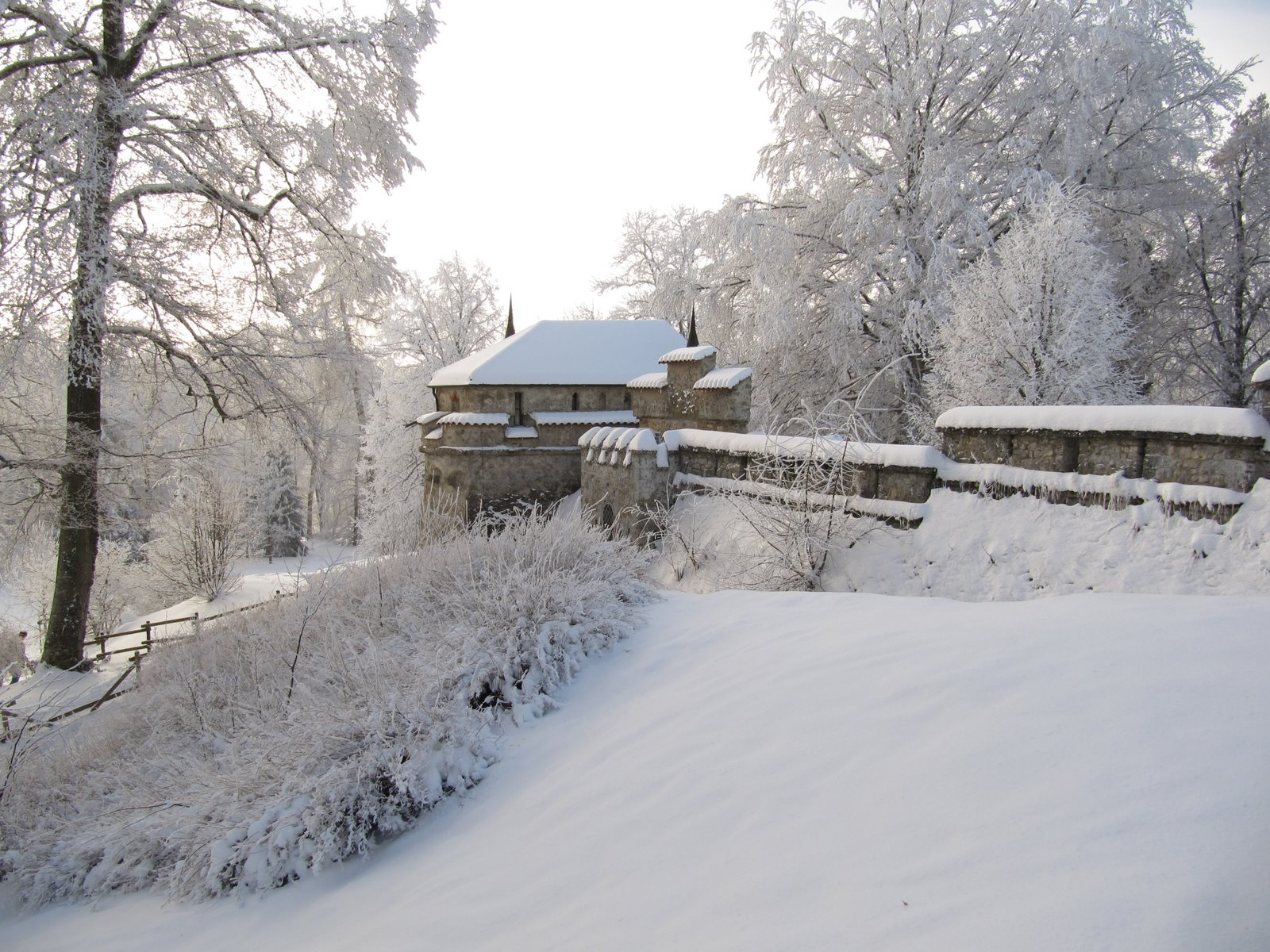
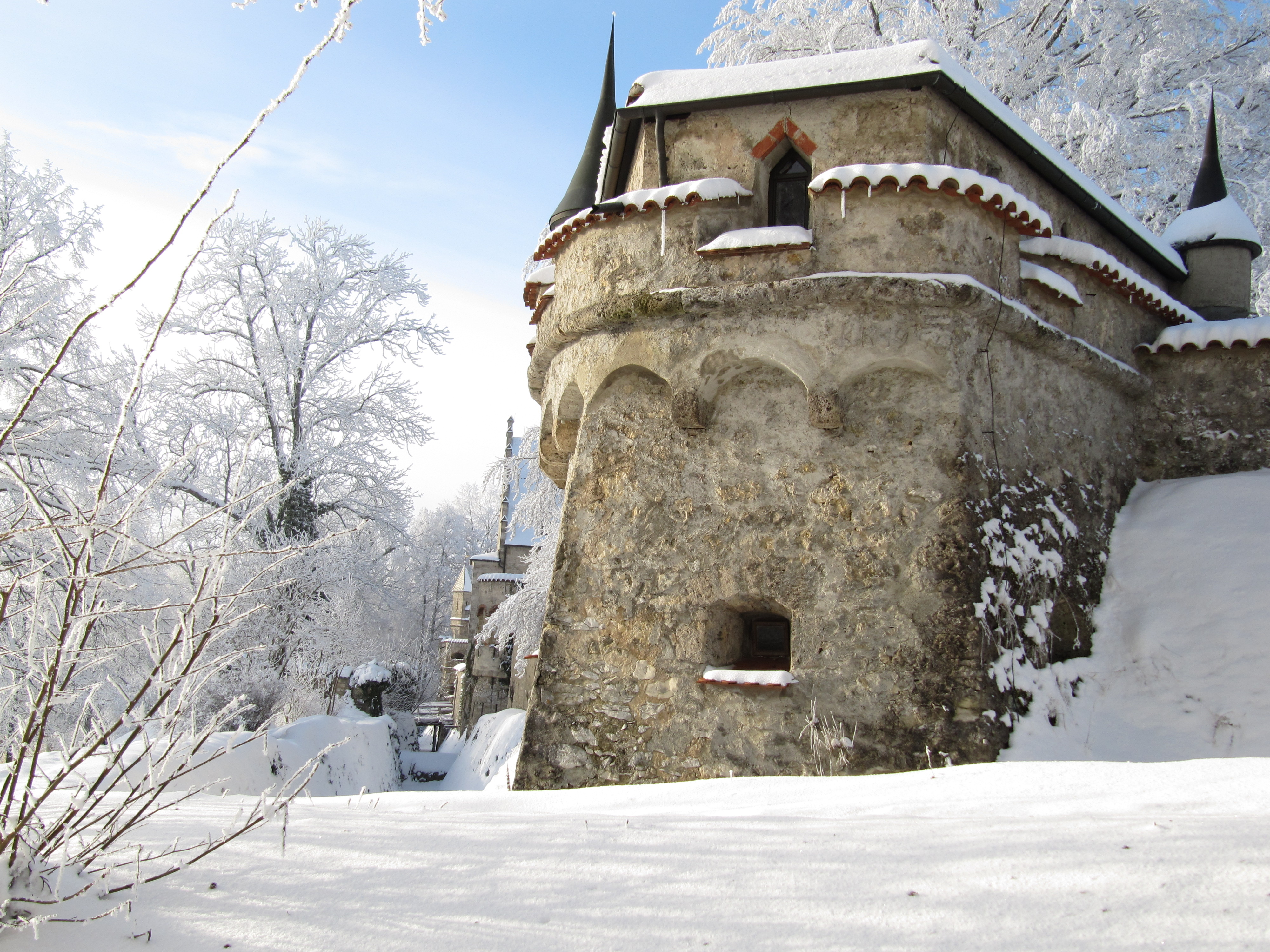
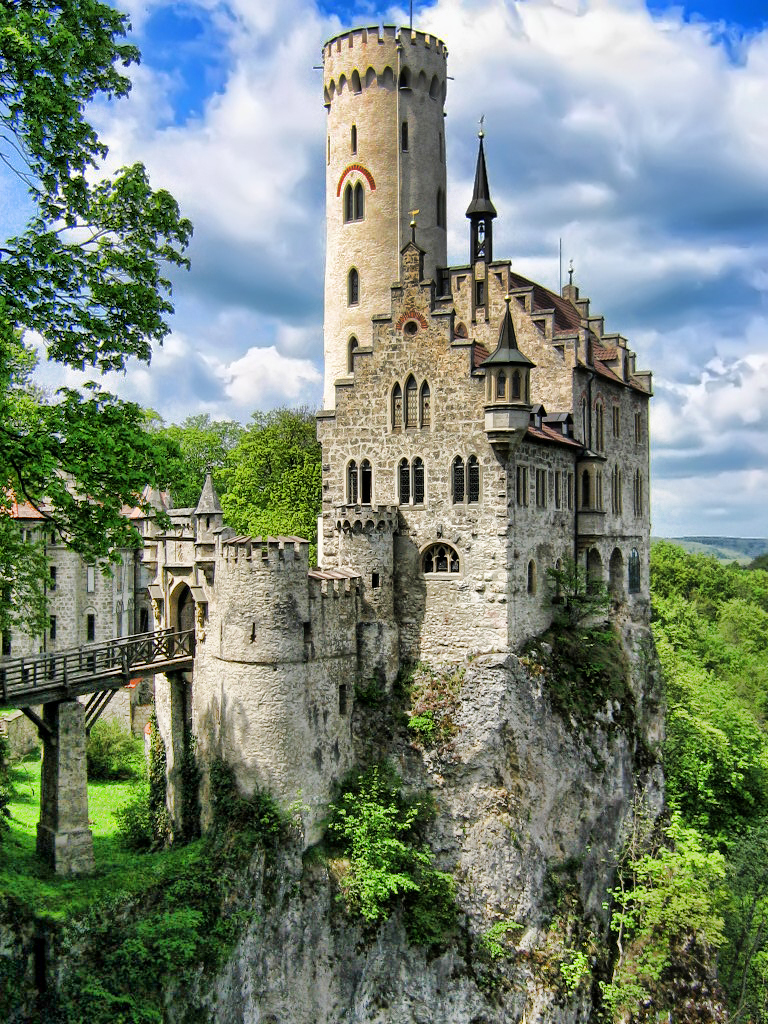